# Aeroportul Internațional Rosario – Islas Malvinas
Aeroportul Internațional Rosario – Islas Malvinas (IATA: ROS, ICAO: SAAR) este un aeroport din Provincia Santa Fe, Argentina ce deservește zona Rosario. Aeroportul a fost tranzitat în decembrie 2022 de 37.325 de pasageri. A fost deschis în 1940 și numit după Insulele Falkland.
Situat la o altitudine de 25 m, aeroportul dispune de o singură pistă.